# 刘仪伟
刘仪伟（1969年4月28日—），原名刘伟，四川成都人，电视节目主持人、演员、导演。

## 生平
- 生于1969年4月28日，四川成都人。习中国古代汉语，专攻两晋散文。
- 1989年毕业，1990年4月到京，从事流行音乐创作，以作词与制作为主。
- 1991年6月开始参加电影创作。
- 1994年4月参与投资并组建了“大藏唱片公司”，出任企划总监。
- 1995年5月参与企划组建“电影频道(CCTV-6)”，于“电影频道”开播后自动离任。1996年8月加盟“美国PPI影视广告公司”出任创意总监。
- 1998年5月脱离PPI，再次成为自由人，写专栏、写随笔、写歌词、写广告创意、拍MTV。
- 1999年2月主持中央电视台《天天饮食》节目。
- 1999年11月，作为编剧与制片人身份，拍摄电影《小说》。
- 2002年离开《天天饮食》。随后入主上海东方卫视《东方夜谭》。

1989年，刘仪伟毕业于四川大学古代汉语文学专业，后前往北京发展。1999年因主持中国中央电视台《天天饮食》节目成名。2002年转入东方卫视，主持《东方夜谭》等脱口秀栏目。2009年在电视剧《铁齿铜牙纪晓岚》（第四部）里饰演算命先生，在电影《建国大业》中饰演中国青年党领导人之一李璜。2011年主持湖南卫视《喜剧之王》节目。

## 影视作品
- 2005年小魚兒與花無缺 飾演 紅　葉
- 2007年 成都，今夜请将我遗忘
- 电影《我说的都是真的》 导演、编剧

## 综艺节目
- 江西卫视《家庭幽默录像》 主持
- 2017年 王牌对王牌 (真人秀)

## 外部連結
- 刘仪伟：从烹饪高手到百变主持人--传媒--人民网 （页面存档备份，存于），2006年9月29日